# いっかくじゅう座R星
いっかくじゅう座R星は、いっかくじゅう座にある変光星。「ハッブルの変光星雲」として知られる散光星雲NGC 2261の、地球から見て後ろ側に位置する。

## 概要
前主系列星の一種であるハービッグAe/Be型星に分類される。誕生して1万年以内の非常に若い星で、まだ水素核融合を始めておらず、ケルビン・ヘルムホルツ機構と呼ばれる、重力による自己収縮で発生するエネルギーで光を放っている。周囲を分厚い塵に覆われており、R星の光を受けた塵から強い赤外線が放射されている。NGC 2261は、R星から南北に噴き出している分子流の北側の部分が可視光で観測されたものである。

## 観測の歴史
ギリシャ王国アテネのアテネ国立天文台で NGC 2261の観測をしていたヨハン・フリードリヒ・ユリウス・シュミットが、1861年1月24日から28日にかけての観測によってこの星の変光に気付いた。いっかくじゅう座で最初に発見された変光星であったため、アルゲランダー記法に従って「いっかくじゅう座R星」と命名された。